# Jindřich Škoda

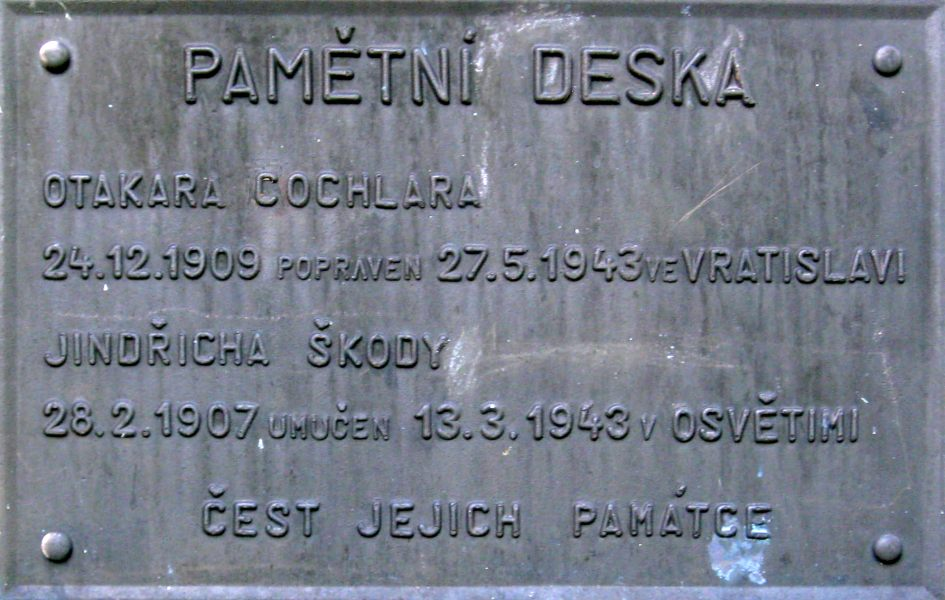
Památník umučeným učitelům Otakarovi Cochlarovi a Jindřichu Škodovi v Návsí (v osadě Zimný)

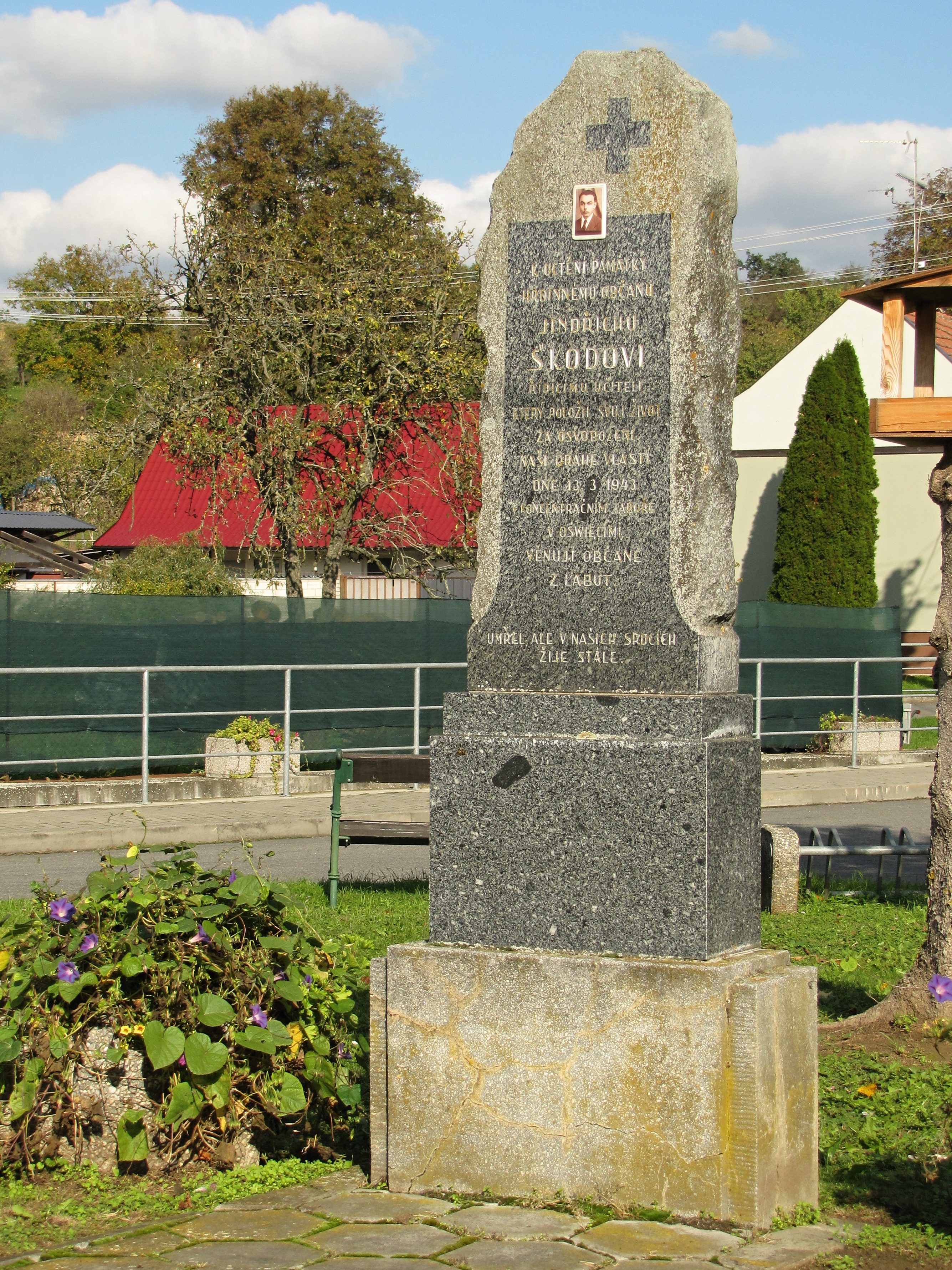
Pomník Jindřichu Škodovi v Labutech

Jindřich Škoda (28. března 1908, Český Herálec–13. března 1943, Auschwitz) byl řídící učitel obecné školy v Návsí (osada Zimný pod Stožkem) a v Labutech, člen odbojové protifašistické organizace v Brně, zemřel v nacistickém koncentračním táboře v Osvětimi.

## Životopis
Jindřich Škoda se narodil 28. března 1908 v Českém Herálci, dětství prožil v Brně, kam se s rodiči přestěhoval, zde také vychodil obecnou i měšťanskou školu. Pedagogické maturitní vzdělání získal na učitelském ústavu v Brně. Po studiu byl ustanoven jako učitel na státní obecné školy na Těšínsku (Albrechtice, Stanislavice), kde se také seznámil se svoji budoucí manželkou.
Ve školním roce 1934/35 se stal řídícím učitelem v Návsí (osada Zimný pod Stožkem). V této pohraniční obci se nejprve vyučovalo v prosté dřevěné horské chalupě, ale když přibývalo žáků, byla zde vystavěna nová budova obecné školy pro dvě třídy a mateřská škola. Manželé Škodovi se sžili s místními obyvateli v osadě Zimný. V roce 1938, kdy Škoda musel nastoupit vojenskou službu, starala se o vyučování na obou školách jeho manželka, vedoucí mateřské školy.   
Ve dnech 2. až 11. října 1938 byl příhraniční pás území o rozloze 869 km² (západní Těšínsko bez Frýdecka a Slezské Ostravy) připojen k Polsku. Během Československo-polského sporu o Těšínsko musel Jindřich Škoda s manželkou tento kraj nedobrovolně opustit a do Návsí se již nevrátil. Obdržel místo správce obecné školy v Labutech na Kyjovsku. Přistěhoval se tam dne 15. března 1939, tedy přesně v den německé okupace Čech, Moravy a Slezska, nákladní auto, kterým stěhovali svůj nábytek, již bylo polepeno hákovými kříži.
Na novém působišti se Škoda brzy vpravil do své práce pro školu a občany, obecní kronikář v Labutech o něm napsal: „V mimoškolní činnosti mohl být Škoda vzorem pro každého učitele. Vzal si na starost obecní knihovnu, nastudoval s ochotníky několik divadelních her, ve kterých účinkovali on i jeho manželka jako herci. Oba manželé Škodovi byli nejen obětaví, ale ke každému tak milí, že je všichni naši občané bez výjimky měli nejen rádi, ale také si jich velmi vážili. Žili i s rodiči manželčinými v tak spořádaném rodinném poměru, že byli příkladem celé obci.“
Manželé Škodovi ani po okupaci nezapomněli na své dřívější působiště na Těšínsku, svědčí o tom dopisy od bývalých žáků a jejich rodičů. Bývalým studentům českého reálného gymnasia v Jablunkově Škoda pomáhal, aby mohli v protektorátu pokračovat ve studiu (psal v této věci dvakrát předsedovi Matice Aloisu Holešovi).

## Činnost v Československém odboji
Jindřich Škoda se brzy zapojil do Brněnské odbojové protifašistické organizace. Spojkou s ním býval pedagog František Bednář. Jednou přivedl s sebou Františka Šmída, který se prý později stal konfidentem gestapa, londýnský rozhlas jej kdysi označil jménem „Velký Franta“. Dne 23. června 1942 byl Škoda při vyučování zatčen, rozloučil se se svými žáky slovy: „Děti, je-li spravedlnost na světě, pak se mezi vás vrátím.“ Škoda byl vězněn v Brně v Kounicových kolejích a pak převezen do koncentračního tábora v Osvětimi. Jeho rodina se všemožné snažila jej zachránit. Svěřila obhajobu německému advokátovi a manželka na úhradu výdajů prodala vše, co bylo možné, obhájci zaplatila 120 000 Kč. Škodův obhájce však později sdělil, že ve věci svého klienta nemohl nic podniknout, poněvadž Škoda nebyl souzen, nýbrž jen odeslán do koncentračního tábora s poznámkou „Rückkehr unerwünscht - Návrat nežádoucí“.
Jindřich Škoda zemřel 13. března 1943 v koncentračním táboře v Osvětimi. Po jeho smrti byl rodině vrácen jeho oblek, jehož kalhoty byly v pase zúženy na 53 cm.

## Památka
- Dne 11. listopadu 1954 byl před školou v Labutech Jindřichu Škodovi odhalen pomník za přítomnosti velkého množství lidí z okolí. Po dopoledních bohoslužbách se konala slavnost, při níž dcera umučeného Dagmar Škodová odhalila pomník, pořízený ze sbírek občanů.[8]
- Před bývalou obecnou školou v Návsí (v osadě Zimný) je památník umučeným učitelům Otakarovi Cochlarovi a Jindřichu Škodovi.[2]